# Caroline van der Plas
Caroline Ann Maria (Caroline) van der Plas (Cuijk, 6 juni 1967) is een Nederlandse politica. Ze is medeoprichter en politiek leider van de BoerBurgerBeweging (BBB). Sinds 31 maart 2021 is ze lid van de Tweede Kamer.
Van der Plas zegt politiek te willen bedrijven waar de burger in kan geloven, met volksvertegenwoordigers die strijden voor burgerbelangen. Ze wil naar concrete oplossingen zoeken en er zo aan bijdragen dat de politiek weer betrouwbaar, integer en rechtvaardig wordt. Voor de overheid ziet ze een rol als noaberstaat, een betrokken buur die afstand houdt tot het erf.
Bij eerste deelname aan de Tweede Kamerverkiezingen, in 2021, was Van der Plas lijsttrekker en behaalde de partij een zetel. Bij eerste deelname aan de Provinciale Statenverkiezingen, in 2023, voerde ze de partij naar een onverwacht grote zege: BBB kreeg in alle provincies de meeste stemmen en werd dientengevolge ook grootste fractie in de Eerste Kamer, met 16 zetels.

## Jeugd en loopbaan
Van der Plas werd geboren in het Noord-Brabantse Cuijk. Het gezin verhuisde naar Deventer waar haar vader, Wil van der Plas (1937-2014), sportjournalist was bij het Deventer Dagblad. Haar uit Ierland afkomstige moeder, Nuala Fitzpatrick, was tussen 1986 en 1994 gemeenteraadslid en wethouder voor het CDA in Deventer.
Van der Plas werd katholiek opgevoed, maar gaat sinds haar tienerjaren niet meer naar de kerk. Ze behaalde in 1986 haar havodiploma, waarna zij aan de slag ging als freelance redacteur bij het Deventer Dagblad. Later werd ze redacteur van de editie Twente van De Telegraaf. Daarnaast werd ze lid van het CDJA, de jongerenorganisatie van het CDA, en werd ze hiervan de Deventer voorzitter.

### Journalistiek en communicatie
In 2004 maakte Van der Plas als freelancejournalist haar entree in de landbouwjournalistiek bij het vakblad van de vleessector, Meat & Meal. Later werkte ze voor meer agrarische vakbladen, waaronder Vleesmagazine, Foodmagazine, Nieuwe Oogst en Pig Business. Ook werkte ze als medewerker communicatie en beleid voor onder meer LTO Noord en de Nederlandse Vakbond Varkenshouders (NVV). In 2019 ontving ze de prijs Gouden Greep voor de beste journalistieke productie in de land- en tuinbouw, omdat ze het gekozen onderwerp met een goede blik en een hoog abstractieniveau uitstekend had belicht.

### BoerBurgerTweet
Van der Plas startte in 2015 BoerBurgerTweet als chefredacteur bij Agrio Uitgeverij. Daarin deelde elke week een boer of tuinder op socialemediakanalen wat er gebeurde op het bedrijf. Doel was de burger meer kennis te geven over de herkomst van voedsel en om meer maatschappelijk draagvlak te creëren voor de Nederlandse land- en tuinbouw. De berichten worden niet alleen door burgers gelezen, maar ook door journalisten, politici en ambtenaren. Dat voerde in 2018 tot het initiatief BoerBurgerBeweging, begonnen samen met Wim Groot Koerkamp, Henk Vermeer en Marc Strijker van het op de agrarische sector gerichte marketingbureau ReMarkAble communicatie. Een jaar later werd een politieke partij met dezelfde naam opgericht.

## Politiek

### Lokaal
In 2018 stond Van der Plas als zevende op de CDA-kandidatenlijst voor de gemeenteraadsverkiezingen in Deventer, en behaalde 120 voorkeurstemmen. Na de Provinciale Statenverkiezingen in 2019 besloot ze het CDA te verlaten, omdat ze het niet eens was met de verminderde steun voor de agrarische sector binnen de partij.

### BoerBurgerBeweging
Kort na de start in 2019 van boerenprotesten tegen regeringsplannen om de stikstofuitstoot in de agrarische sector te verminderen, richtte Van der Plas met Wim Groot Koerkamp (communicatiedeskundige) en Henk Vermeer (bedrijfskundige, marketeer, lokaal politicus) in november van dat jaar de vereniging en politieke partij BoerBurgerBeweging (BBB) op. Doelstelling is op een vernieuwende wijze het contact tussen boeren en burgers te herstellen, wederzijds begrip te kweken en de verbinding tussen het buitengebied en de burger te versterken.
Van der Plas deed als lijsttrekker van BBB mee aan de Tweede Kamerverkiezingen van 2021, kernwoorden uit de verkiezingscampagne waren noaberschap, gezond verstand en doe maar gewoon. De partij behaalde 104.319 stemmen (1%), ruim voldoende voor een zetel, waarna Van der Plas als eenvrouwsfractie zitting nam in de Tweede Kamer.
Bij de Provinciale Statenverkiezingen in 2023 werd de BBB, die daar met Van der Plas als boegbeeld voor het eerst aan deelnam, bij verrassing in alle provincies de grootste partij.
Bij de Eerste Kamerverkiezing die kort daarop volgde, en gehouden worden door Provinciale Staten, kwam haar partij met 16 zetels binnen en werd direct de grootste fractie.
Van der Plas werd door het tijdschrift Elsevier Weekblad gevraagd de HJ Schoo-lezing 2023 te houden. Daar pleitte ze tegen polarisatie en voor een overheid als betrokken buur die afstand houdt tot het erf (noaberstaat), met een open oor voor wat bij verjaardagen en in de sportkantine wordt gezegd.
Politiek journaliste Marcia Nieuwenhuis publiceerde oktober 2023 onder de titel "Met de trekker naar de macht", een biografische schets over Van der Plas waarin ze de bliksemsnelle opkomst van de politica tracht te analyseren. Hoogleraar staatsrecht Wim Voermans beschreef het boek als "tijdig, scherpzinnig en raak".

### Tweede Kamerverkiezing 2023, kabinetsformatie
Bij de Tweede Kamerverkiezingen 2023 voerde Van der Plas de partij naar zeven zetels, voormalig CDA-staatssecrretaris Mona Keijzer was vice-lijsttrekker. Van der Plas werd op voorstel van verkiezingswinnaar Geert Wilders gevraagd deel te nemen aan gesprekken ter voorbereiding op de kabinetsformatie, Keijzer staat haar daarin bij. Inzet is met de partijen PVV, VVD en NSC een rechts meerderheidskabinet te vormen. Na blijvende weerstand binnen de fracties van VVD en NSC om met Geert Wilders als leider een regering te vormen, spreekt Van der Plas vanaf 14 februari 2024 mee over mogelijke andere formatievormen.

### Politiek werk, inhoudelijk
Van der Plas heeft zitting in de vaste Tweede Kamercommissies Infrastructuur en Waterstaat, Landbouw, Natuur en Voedselkwaliteit en  Volksgezondheid, Welzijn en Sport en in het Presidium van de Tweede Kamer. Internationaal neemt ze deel aan de Benelux Interparlementaire Assemblee. 
Samen met de Tweede Kamerleden Daniël Koerhuis (VVD) en Pieter Grinwis (CU) maakte Van der Plas op 27 december 2021 een initiatiefwetsvoorstel aanhangig voor huurbescherming van kinderen die wees waren geworden. Dat is in 2023 door beide Kamers aangenomen en daarna tot wet verheven. Een lijst met activiteiten in het parlement wordt bijgehouden op haar persoonlijke pagina van de Tweede Kamer.
In augustus 2022 berekende de Nationale Politieke Index dat van der Plas het meest ijverige Kamerlid was in het voorgaande jaar. Over de periode tot augustus 2023 kwalificeerde ze als tweede.

## Persoonlijk
Van der Plas heeft twee zoons uit haar eerste huwelijk, dat werd ontbonden. Ze trouwde opnieuw en verloor in 2019 haar tweede man na een kort ziekbed. In een documentaire over haar kwam naar voren dat ze in 2023 onaangenaam getroffen werd door het feit dat Marcia Nieuwenhuis in een biografie over haar - Met de trekker naar de macht - De doorbraak van Caroline van der Plas - haar scheiding heeft opgerakeld.
Ze was tot haar genoegen in januari 2024 gast in Chateau Meiland VIPS, maar ergerde zich aan kritiek van tv-recensenten over haar meedoen: dat ze zich daarmee zou verlagen en zich meer op haar werk zou moeten concentreren.
Van der Plas is naar eigen zeggen heel slecht in rekenen.

### Bestseller 60
| Boeken met noteringen in de Nederlandse Bestseller 60 | Jaar van verschijnen | Datum van binnenkomst | Hoogste positie | Aantal weken | Opmerkingen |
| ----------------------------------------------------- | -------------------- | --------------------- | --------------- | ------------ | ----------- |
| Gewoon gezond verstand                                | 2023                 | 01-02-2023            | 27              | 1            |             |